# Graft (film)
Pour les articles homonymes, voir Graft (homonymie).
Pour plus de détails, voir Fiche technique et Distribution.
Graft est un film américain réalisé par Christy Cabanne, sorti en 1931.

## Fiche technique
- Titre : Graft
- Réalisation : Christy Cabanne
- Scénario : Barry Barringer
- Montage : Byron Robinson
- Pays d'origine : États-Unis
- Format : Noir et blanc - Mono
- Genre : thriller
- Date de sortie : 1931

## Distribution
- Regis Toomey : Dustin Hotchkiss
- Sue Carol : Constance Hall
- Dorothy Revier : Pearl Vaughan
- Boris Karloff : 'Terry'
- William B. Davidson : M.H. Thomas
- George Irving : Robert Hall
- Harold Goodwin : 'Speed' Hansen
- Richard Tucker : District Attorney Martin Harrison
- Willard Robertson : E. T. Scudder
- King Baggot : Ship's Captain (non crédité)
- E. H. Calvert : Inspecteur de police (non crédité)
- Carmelita Geraghty : Miss Taylor (non crédité)
- Edward LeSaint : Newspaper Printer (non crédité)
- Wilfred Lucas : Candidat Louis (non crédité)